# Hanne Borchsenius

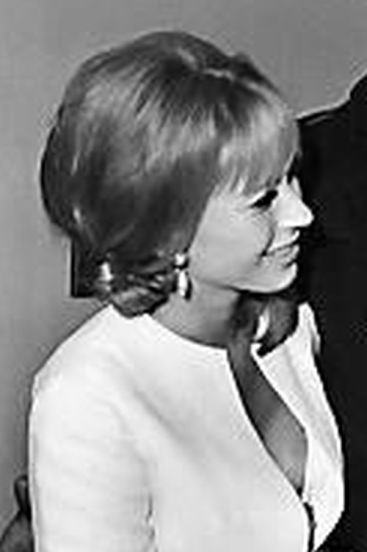
Hanne Borchsenius, 1966

Hanne Margrethe Borchsenius (* 30. November 1935 in Frederiksberg; † 19. März 2012 in Charlottenlund) war eine dänische Schauspielerin.

## Leben
Hanne Borchsenius war die Tochter des Möbelhändlers Johannes Alfred Borchsenius († 1969) und seiner Frau, der Direktorin Johanne Gudrun Linde († 1989). Nach ihrem Schulabschluss war sie zunächst als Fotomodel tätig. Von 1957 bis 1960 absolvierte Borchsenius eine Schauspielausbildung an der Theaterschule des Königlichen Theaters Kopenhagen (Det kongelige Teaters elevskole). Ihr Filmdebüt hatte sie 1956 in dem Drama Frühling der Liebe (Ung leg) und 1957 hatte sie in dem Film Natlogi betalt als Bente Jessen ihre erste Hauptrolle. Weiterhin spielte sie 1961 in den Film Far til fire med fuld musik die Rolle der Søs. Für ihre weitere Bekanntheit in Dänemark sorgte die Rolle des Fräulein Monalisa Jacobsen in der Støv-Filmreihe, zu der die Filme Støv på hjernen (1961), Det støver stadig (1962), Støv for alle pengene (1963) und Passer passer piger (1965) gehören. Von 1956 bis 1988 war sie durchgängig als Schauspielerin tätig.
Bis 1964 war sie festes Ensemblemitglied am Det kongelige Teater und danach am Det ny Teater tätig. Die nächsten fünf Jahre hatte sie ihren Wohnsitz in New York, wo sie bis 1970 in verschiedenen Inszenierungen und Rollen am Broadway-Theater auftrat. Für Engagements in dänischen Filmen, reiste Borchsenius in dieser Zeit regelmäßig nach Dänemark. Nach ihrer dauerhaften Rückkehr in ihre Heimat wurde sie erneut am Det kongelige Teater engagiert, wo sie mehrere Jahre an vielen Aufführungen mitwirkte. Weitere Mitwirkungen und Gastauftritte hatte sie als Theaterschauspielerin auch am Odense Teater, ABC Teatret, Bristol Teatret und am Aveny Teatret. 1985 wurde sie am Königlichen Theater entlassen und hatte danach nur noch sporadische Auftritte beim Theater.
Ihren Mann und Schauspielkollegen Axel Strøbye begleitete sie öfters bei seinen Tourneen und trat in einigen Film-und-Theaterengagements gemeinsam mit ihm auf. Sie war mit ihm von 1974 bis zu seinem Tod 2005 verheiratet. Laut der veröffentlichten Biografie von Strøbye kam es bei Borchsenius zu einem längeren Tablettenmissbrauch, der zu Wahrnehmungsstörungen und anderen gesundheitlichen Beeinträchtigungen führte. Dies führte bei ihr zur Verschlechterung der Beziehungen zu Freunden und Bekannten sowie zu den von ihrem Mann in die Ehe mitgebrachten Kindern.
Hanne Borchsenius war insgesamt vier Mal verheiratet und hatte keine eigenen Kinder. Sie starb im Alter von 76 Jahren an Bauchspeicheldrüsenkrebs. Ihre Grabstätte befindet sich auf dem Lyngby-Parkfriedhof in Kopenhagen.

## Filmografie
- 1956: Frühling der Liebe (Ung leg)
- 1957: Mädchen für gewisse Stunden (Natlogi betalt)
- 1961: Landsbylægen
- 1961: Løgn og løvebrøl
- 1961: Sorte Shara
- 1961: Støv på hjernen
- 1961: Far til fire med fuld musik
- 1961: Det støver stadig
- 1962: Han, hun, Dirch og Dario
- 1962: Det stod i avisen
- 1963: Das tosende Himmelbett (Pigen og pressefotografen)
- 1963: Støv for alle pengene
- 1963: Drei Mädchen in Paris (Tre piger i Paris)
- 1963: Vi voksne
- 1964: Premiere i helvede
- 1964: Alt for kvinden
- 1964: Blindgänger vom Dienst (Majorens oppasser)
- 1965: Passer passer piger
- 1965: Matador
- 1966: Naboerne
- 1966: Slap af, Frede
- 1967: Martha
- 1968: Dage i min fars hus
- 1968: Min søsters børn vælter byen
- 1969: Komteß Elsa – Das Loch im goldenen Käfig (Der kom en soldat)
- 1970: Og så er der bal bagefter
- 1987: Kampen om den røde ko
- 1988: Das Mädchen auf der Schaukel (The Girl in a Swing)